# Kim de l’Horizon

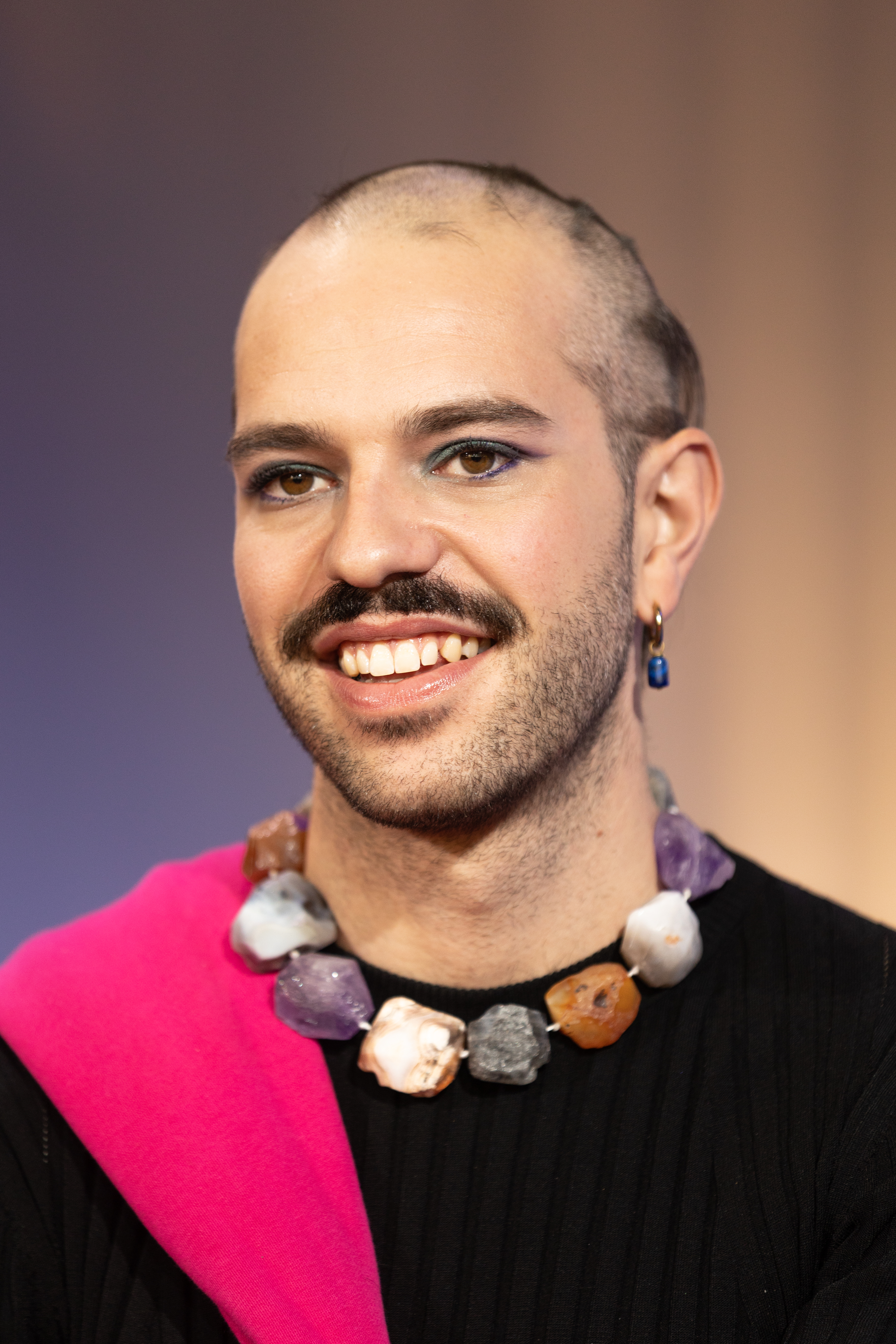
Kim de l’Horizon auf der Frankfurter Buchmesse 2022

Kim de l’Horizon (* 9. Mai 1992 in Ostermundigen) ist eine genderfluide nichtbinäre schweizerische Person, die unter diesem Pseudonym Lyrik, Prosa und Theaterstücke verfasst. Ihr Debütroman Blutbuch wurde 2022 sowohl mit dem Deutschen Buchpreis als auch dem Schweizer Buchpreis ausgezeichnet.

## Leben
Kim de l’Horizon wuchs in Ostermundigen in der Nähe von Bern auf und besuchte in Winterthur das Gymnasium. An den Universitäten Zürich und Bern studierte Kim de l’Horizon ab 2012 Germanistik, Film- und Theaterwissenschaften. Es folgte ein Studium des literarischen Schreibens am Literaturinstitut in Biel mit Bachelorabschluss 2020.
Danach schrieb sich Kim de l’Horizon für den Masterstudiengang Transdisziplinarität an der Zürcher Hochschule der Künste ein.
De l’Horizon ist Mitglied der Redaktion des Literaturmagazins delirium. Für das Theaterkollektiv «e0b0ff» entstand 2017 die Adaption Wie eine Barke das Meer aus Testosteron durchpflügen nach Roberto Bolaños Erzählung Mörderische Huren; Kim de l’Horizon war hier auch schauspielerisch tätig und für die Kostüme verantwortlich. In der Spielzeit 2021/2022 übernahm de l’Horizon die Hausautorenschaft in dem Förderprogramm «Stück Labor» an den Bühnen Bern. Seit 2023 ist Kim de l’Horizon Kolumnist beim Tages-Anzeiger/Der Bund.
Kim de l’Horizon gewann mehrfach Preise, darunter 2015 den Treibhaus- und den OpenNet-Wettbewerb der Solothurner Literaturtage für Prosa, den Textstreich-Wettbewerb für Lyrik, den Förderpreis Dramenprozessor 2020 des Theaters Winkelwiese sowie einen Kurzfilmwettbewerb der Hannoverschen Allgemeinen Zeitung. Von der Ernst Göhner Stiftung erhielt de l’Horizon ein Stipendium für Kunstschaffende in Ausbildung.
In einer fiktionalen Biographie gibt Kim de l’Horizon das Geburtsjahr 2666 an, was als Anspielung auf Bolaños Roman 2666 gedeutet wurde.

## Blutbuch(2022)
De l’Horizon wurde 2022 für das Romandebüt Blutbuch mit dem Literaturpreis der Jürgen Ponto-Stiftung und dem Deutschen Buchpreis ausgezeichnet. Die Buchpreis-Jury urteilte:

«Mit einer enormen kreativen Energie sucht die non-binäre Erzählfigur in Kim de l’Horizons Roman Blutbuch nach einer eigenen Sprache. […] Welche Narrative gibt es für einen Körper, der sich den herkömmlichen Vorstellungen von Geschlecht entzieht? […] Jeder Sprachversuch, von der plastischen Szene bis zum essayartigen Memoir, entfaltet eine Dringlichkeit und literarische Innovationskraft, von der sich die Jury provozieren und begeistern ließ.»

Bei der Buchpreisverleihung in Frankfurt am Main bedankte sich de l’Horizon bei der Mutter mit einer Liebeserklärung, sang a cappella das Lied Nightcall von Kavinsky und rasierte sich als Zeichen der Solidarität mit den protestierenden Frauen im Iran («Dieser Preis ist nicht nur für mich») das Haupthaar. Während de l’Horizon in der literarischen Welt für den Debütroman gefeiert wurde, gab es insbesondere im Internet Angriffe auf die Person. Mit einem Essay in der Neuen Zürcher Zeitung thematisierte de l’Horizon daraufhin das Erleben gewalttätiger Übergriffe und verbaler Ausgrenzung anhand zweier konkreter Ereignisse, die sich am selben Tag ereignet hatten. Der Verlag verschaffte de l’Horizon Personenschutz für die Frankfurter Buchmesse, weil queer-feindliche Angriffe gegen die Person gerichtet waren.
Blutbuch gewann anschliessend auch den Schweizer Buchpreis. Laut Linus Schöpfer in der NZZ am Sonntag ist das Werk «ein sehr gutes Buch […], ein Bildungsroman fürs 21. Jahrhundert, ein Text von stupender Stilsicherheit, souverän changierend vom artifiziellen Berndeutsch zum atemlosen Partysound». Peer Teuwsen äusserte sich ähnlich: «Der Roman Blutbuch ist das Werk, das unsere Zeit in eine neue Form und Sprache kleidet. Es ist wild, brutal, schamlos und witzig. Und erstaunlich ideologiefrei.» Dierk Saathoff kritisierte in der Jungle World homophobe Passagen im Buch.

## Werke (Auswahl)
- Incantatem oder Schmetterling zerhauen, Kurzprosa, 2015 (Digitalisat).
- Wie eine Barke das Meer aus Testosteron durchpflügen, Theaterstück, 2017 (Adaption von Roberto Bolaños Erzählung Mörderische Huren).[23]
- Hänsel & Greta & The Big Bad Witch, Eine Weltrettung in 13 Übungen. Theaterstück, 2022.[24]
- Blutbuch. Roman, DuMont Verlag, Köln 2022, ISBN 978-3-8321-8208-3.[25][26]
- Fäuste und Küsse. Lokwort Buchverlag, Bern 2022, ISBN 978-3-906806-41-9.[27]

## Theaterstück
- 2024: Blutbuch, Roman von Kim de l’Horizon in einer Fassung von Jan Friedrich, Theater Magdeburg, Uraufführung: 27. Januar 2024[28][29]
- 2024: Blutstück, nach dem Roman Blutbuch, Schauspielhaus Zürich, Uraufführung: 22. Februar 2024[30][31]
- 2024: Mein Blutbuch, nach dem Roman Blutbuch, Schauspiel Essen, Uraufführung: 15. Juni 2024[32]

## Auszeichnungen (Auswahl)
- 2022: Deutscher Buchpreis
- 2023: Literaturpreis des Kantons Bern[33]